# Louis-Alphonse Boyer
Pour l’article homonyme, voir Boyer.
Louis-Alphonse Boyer (31 mai 1839-29 mai 1916) est un homme d'affaires, marchand de bois et homme politique fédéral et municipal du Québec.

## Biographie
Né à Montréal, M. Boyer étudie à Chambly et au Collège Jésuite. Par la suite, il est à la tête d'une entreprise forestière et directeur de la Compagnie d'assurance Royal Canadian et de La Banque Ville-Marie. Il entama sa carrière politique en servant comme maire de la municipalité de Saint-Lambert. Il fut aussi échevin dans le conseil municipal de la ville de Lachine. 
Élu député du Parti libéral du Canada dans la circonscription fédérale de Maskinongé en 1872. Réélu en 1874, il ne se représenta pas en 1878. Tentant un retour dans la circonscription fédérale de Jacques-Cartier en 1904, mais il fut défait par le conservateur Frederick Debartzch Monk.
Il est mort à l'âge de 76 ans, deux jours avant son 77e anniversaire.
Son frère, Arthur Boyer, est sénateur de la division de Rigaud de 1909 à 1922.